# Aneurysm
Aneurysm (с англ. — «Аневризма») — песня американской гранж-группы Nirvana, записанная 1 января 1991 года. Впервые вышла в качестве би-сайда на сингле Smells Like Teen Spirit. Песня примечательна тем, что она была написана всеми участниками группы, в отличие от большинства других, которые написаны фронтменом Куртом Кобейном.
В 2000 году «Aneurysm» заняла третье место в опросе BBC Radio 1 среди лучших песен группы Nirvana. Первыми двумя стали «Smells Like Teen Spirit» и «Heart-Shaped Box».

## История
Студийные версии
- Первая студийная версия «Aneurysm» была записана 1 января 1991 года Крейгом Монтгомери в студии Music Source в Сиэтле, штат Вашингтон. Годом позже эта версия была выпущена би-сайдом на сингле «Smells Like Teen Spirit». В 1992 году песня была перевыпущена на мини-альбоме Hormoaning, эксклюзивном для Австралии и Японии. В 2004 году эта же версия вышла на сборнике раритетных записей With the Lights Out. В 2011 году песня снова была выпущена на deluxe-переиздании альбома Nevermind.
- Вторая студийная версия «Aneurysm» была записана 9 ноября 1991 года для радио-передачи BBC Mark Goodier's Evening Session. В 1992 году эта версия песни вошла в сборник Incesticide.

Концертные версии
- Две смонтированные концертные версии «Aneurysm», записанные 25 ноября 1991 года в культурном центре Парадизо в Амстердаме и 23 января 1993 года на фестивале Hollywood Rock в Рио-де-Жанейро были выпущены на домашнем видео Live! Tonight! Sold Out!! в 1994 году, а также на VHS и DVD в 2006 году.
- Концертная версия, записанная 28 декабря 1991 года в экспоцентре в Дель Маре, штат Калифорния, вышла на концертном сборнике From the Muddy Banks of the Wishkah в 1996 году. Также эта версия была выпущена как промосингл, и достигла 11 и 13 позиции в хит-парадах Billboard Hot Mainstream Rock Tracks и Modern Rock Tracks, соответственно.
- Концертная версия, записанная 31 октября 1991 года в театре Парамаунт в Сиэтле, штат Вашингтон, была выпущена на CD, DVD и Blu-ray Live at the Paramount в 2011 году.
- Концертная версия, записанная 30 августа 1992 года на фестивале в Рединге, Англия, была выпущена на DVD Live at Reading в 2009 году.

## Значение
Согласно биографии Курта Кобейна Тяжелее неба, написанной Чарльзом Кроссом, Кобейн написал текст к «Aneurysm» о его бывшей подруге Тоби Вэйл. По крайней мере одна строчка («Love you so much it makes me sick», рус. Люблю тебя так сильно, что меня тошнит) относится к Вэйл, так как на первом свидании с ней Курт так нервничал, что его вырвало.

## Участники записи
- Курт Кобейн — гитара, вокал
- Крист Новоселич — бас-гитара
- Дэйв Грол — ударные

## Позиции в хит-парадах
| Хит-парад (1996)                          | Позиция |
| ----------------------------------------- | ------- |
| Canadian RPM Singles Chart                | 49      |
| Canadian RPM Alternative 30               | 1       |
| Billboard U.S. Hot Mainstream Rock Tracks | 11      |
| Billboard U.S. Hot Modern Rock Tracks     | 13      |
| Billboard U.S. Hot 100 Airplay            | 63      |
| Finland Mitä hittiä Chart                 | 40      |
| Australia Triple J Hottest 100            | 45      |
| Polish Airplay Chart                      | 17      |